# أفانت (شركة)
شركة أفانت ذات المسؤولية المحدودة، التي كانت تُعرف سابقًا باسم أفانت كريدت AvantCredit ، هي شركة متخصصة فيالتكنولوجيا المالية مقرها في شيكاغو بولاية إلينوي . تأسست الشركة في عام 2012 من قبل رجل الأعمال ألبرت آل غولدشتاين  ، جون صن ، وباول زانغ. في أوائل عام 2013، أصدرت الشركة أول قرض شخصي بدون ضمانات باستخدام تقنيتها الخاصة لتحديد الجدارة الائتمانية للفرد.

## التاريخ
تم إطلاق (أفانت كريدت) في أواخر عام 2012 ، وهي تقدم للمستهلكين قروضا شخصية تتراوح ما بين 2000 إلى 35000 دولار مع فترات للقرض تتراوح بين سنتين إلى خمس سنوات. تتميز أفانت بنموذج شفاف مع معدل النسبة المئوية السنوي الذي يتراوح من 9.95-36٪. تصدر الشركة بطاقة ائتمان أفانت ماستركارد في الولايات المتحدة بالشراكة مع ويب بانك..
تستخدم تقنية أفانت الخوارزميات وبروتوكولات تعلم الآلة والأدوات التحليلية بالإضافة إلى استخدام بيانات المستهلك القياسية لتحديد النسبة والمبلغ الذي يمكن اقتراض المال من خلاله. في عام 2013، بدأت الشركة في توفير إمكانية الوصول إلى القروض في 16 ولاية فقط، ولكنها تُصدر حاليًا قروضًا في 46 ولاية أمريكية، وفي أكتوبر 2013 ، توسعت الشركة خارج حدود الولايات المتحدة إلى كندا  والمملكة المتحدة.
شهدت الشركة نموًا كبيرًا من عام 2012 إلى عام 2015  حيث قدمت أكثر من مليار دولار من القروض من خلال موقع أفانت الإلكتروني و 1.4 مليار دولار من المساهمات من قبل المستثمرين ، بما في ذلك (أوغست كابتال) و (تايقر جلوبال) و(فيكتوري بارك جلوبال).

## نظرة عامة
عندما دخلت أفانت عالم صناعة التكنولوجيا المالية المتنامية (الفنتك FinTech)، قامت بتطوير برنامج خاص بها يهدف إلى تقليل مخاطر التخلف عن السداد والاحتيال بكفاءة باستخدام تقنية تعلم الآلة.
عملت الشركة من أجل تجربة تعتمد على الإنترنت بشكل كامل حيث يمكن للعملاء التقدم بطلب على موقع أفانت الإلكتروني. هذا يلغي الحاجة إلى زيارة الفروع ويبسط عملية الاقتراض  في أبريل 2015 ، أطلقت أفانت (سوق أفانت المؤسسي) مع مدير الأصول البديلة العالمي (كولبرغ كرافيس روبرتس)، و(فيكتوري بارك كابيتال Victory Park Capital) و (جيفريز Jefferies) كمستثمرين رئيسيين . تقوم ترتيبات التمويل المستقبلي التي تبلغ قيمتها 400 مليون دولار بتمكين المستثمرين المؤسسيين من شراء القروض التي تم إنشاؤها من خلال منصة التكنولوجيا الخاصة بشركة أفانت وفوائدها من خلال تنويع مصادر التمويل.

## تأسيس الشركة
بعد التخرج من مسرعة واي كومباينتر Y Combinator في عام 2012 ،  تطلع جون صن وباول زانغ لبدء عملهما التجاري المسمى ديبتي Debteye ، وهي منصة مصممة لمساعدة الأفراد على إدارة ديونهم من خلال اتخاذ قرارات مبنية على وضعهم المالي الخاص.
ولكن عندما سعى جون للحصول على قرض شخصي في مؤسسة تقليدية بدون تحقيق نتيجة، وجد أن عملية التقدم بطلب للحصول على قرض والحصول عليه أمر محبط ومستهلك للوقت. وإلى جانب مشروعه مع باول في المسرعة، أصبح هذا الموضوع مصدر إلهام لهما لتأسيس ما سمي لاحقا بشركة أفانت.
كمتدربين سابقين لدى رجل الأعمال غولدشتاين في شركة إنوفا ، رأى صن وزانغ فرصة للشراكة معه في شيكاغو في ديسمبر 2012 للقيام ببناء منتج لجعل عملية الاقتراض عملية أكثر انسيابية. أنشأت الشركة الناشئة مقرها الرئيسي في شيكاغو حيث جمعت مليون دولار في التمويل الأولي. اعتبارًا من أبريل 2015 ، جمعت أفانت أكثر من مليار دولار من التمويل ونمت من مؤسسيها الأصليين الثلاثة إلى أكثر من 650 موظفًا.

## الاستحواذ على (ريدي فور زيرو ReadyForZero)
في فبراير 2015 ، استحوذت (أفانت كريدت) على تطبيق ومنصة إدارة الديون ReadyForZero وقامت بتغيير العلامة التجارية إلى أفانت. تم تصميم عملية الاستحواذ لتعزيز مهمة أفانت في «خفض تكاليف وحواجز الاقتراض». كانت النتيجة الأخرى للاستحواذ هي افتتاح موقع مكتب ثانٍ في لوس أنجلوس ، وهي المدينة التي أسس فيها رود إبراهيمي وإغناسيو ثاير شركة (ريدي فور زيرو) في وقت سابق، والذين كانا أيضًا من خريجي واي كومباينتير 
اعتبارًا من 12 نوفمبر 2016 ، أغلقت أفانت الامتياز الاعتباري وأدوات مخطط الديون الخاصة بـ (ريدي فور زيرو). وتم إلغاء تنشيط جميع حسابات المستخدمين ولن يتمكن المستخدمون بعد ذلك من تسجيل الدخول. حتى هذا التاريخ ، لم تعلق الشركة على سبب إغلاق منصة (ريدي فور زيرو).

## الاعتراف العلني
في عام 2015 ، تم إعلان تحقيق أفانت للمرتبة السادسة من قائمة فوربس أميركا Forbes America لأفضل الشركات الواعدة بالإضافة إلى قائمة فوربس للشركات الناشئة التي تبلغ قيمتها مليار دولار. تم إدراج الرئيس التنفيذي للتكنولوجيا باول زانغ ضمن قائمة (30 under 30) في مجلة inc. وكذلك فاز الرئيس التنفيذي (آل غولدشتاين) بجائزة إرنست ويونغ لمستثمر العام (EY Entrepreneur of the Year Midwest Award).
إضافة إلى ذلك، فازت أفانت بالعديد من الجوائز ، بما في ذلك جائزة موكسي السنوية لشركة بريك ثرو الرقمية (Moxie Award for Breakthrough Digital Company of the Year)، وكذلك شركة العام للخدمات المالية في حفل جوائز American Business Awards وواحدة من أفضل الشركات الخاصة العالمية من AlwaysOn Global.
في عام 2014 ، جمعت أفانت 225 مليون دولار في الأسهم بين Tiger Global Management ، والشريك المؤسس في PayPal بيتر ثيل ، وشركة الأسهم الخاصة KKR 

## الخلافات
في 15 أبريل 2019 ، وافقت أفانت على دفع 3.85 مليون دولار لتسوية رسوم لجنة التجارة الفيدرالية . وفقًا لقضية لجنة التجارة الفيدرالية (FTC) ، فإن الشركة متورطة في ممارسات خدمة القروض المخادعة وانتهكت قاعدة مبيعات التسويق عبر الهاتف وقانون تحويل الأموال الإلكتروني.